# Aedes scapularis
Representante do Género Aede, o mosquito Aedes scapularis, pertence a  à família Culicidae. Ele está presente em todo território nacional, vive em matas secundaria, plantações e outros ambientes silvestres. Ele apresenta suscetibilidade para várias arboviroses, tais como encefalites e Wuchereria bancrofti. Seus criadouros se formam em poças d’água no solo, pegadas de animais, impressões de pneu na terra e raramente em recipientes como os mosquitos do mesmo gênero.